# Aernout Bergman

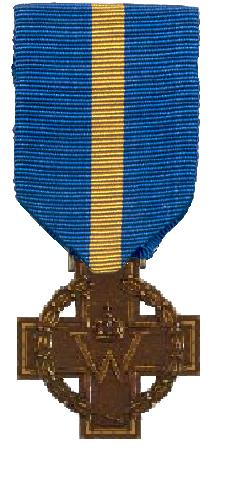
Kruis van Verdienste 1941

Aernout 'Nout' Bergman (Nieuwer-Amstel, Amstelveen, 7 maart 1919 – IJsselmeer, 24 maart 1943) was een Nederlandse verzetsstrijder tijdens de Tweede Wereldoorlog. De viermotorige Handley Page Halifax van de RAF van waaruit de agenten van het Bureau Inlichtingen (BI), Nout Bergman en Pieter Roelof Gerbrands (1919-1999) op dinsdag 23 maart 1943 zouden worden geparachuteerd werd boven Noord-Holland door Duits FLAK-afweergeschut onder vuur genomen en daarna door een Duitse nachtjager uit de lucht gehaald. Het vliegtuig stortte boven het IJsselmeer in de omgeving van Enkhuizen neer. Aernout Bergman kwam hierbij om het leven. Gerbrands kon zijn opdracht voor het BI uitvoeren. Hij keerde op 17 december 1943 in Londen terug.

## Londen
Nout Bergman werd in Londen opgeleid tot agent bij het Bureau Inlichtingen (BI). Het BI werkte nauw samen met de Britse Secret Intelligence Service (SIS). Na zijn opleiding tot radiotelegrafist was hij gereed om boven bezet Nederland te worden geparachuteerd.

## Terug naar Nederland
Bergman en Gerbrands zouden in de nacht van 23 op 24 maart 1943 boven bezet Nederland worden geparachuteerd. Toen de piloot van het viermotorige Handley Page Halifax vrachtvliegtuig van de RAF, op dinsdag 23 maart 1943 om 2300 uur, ter hoogte van de Nederlandse kust in noordwestelijk Friesland, het luchtruim van Nederland binnenvloog was het mistig. De piloot liet weten dat het doel door slecht zicht niet kon worden waargenomen. Het toestel veranderde koers bij de Afsluitdijk in de richting van Noord-Holland.

### Een voltreffer
In de omgeving van de Afsluitdijk werd het toestel door Duits FLAK-afweergeschut onder vuur genomen. Aan boord stonden enkele zakken sabotagemateriaal. De zakken werden op een pinpoint boven Limmen afgeworpen. Vervolgens veranderde het toestel de koers naar Friesland. De machine was aan bakboordzijde getroffen. Er ontstond brand door kortsluiting. Het boordpersoneel probeerde de vlammen met brandblussers te blussen. Voor ze daarin slaagden werd het toestel door een Duitse nachtjager aangevallen en neergehaald. Kennelijk was de bommenwerper door de nachtjager opgewacht. De aankondiging via de radiozender Radio Oranje, dat een afwerpterrein in de omgeving van Limmen in gereedheid diende te worden gebracht, om materiaal te ontvangen, had de Duitse luchtafweer in staat van verhoogde paraatheid gebracht.

### De landing op het IJsselmeer
Een voltreffer van de Duitse nachtvlieger maakte de machine onbestuurbaar. In steile duikvlucht viel de bommenwerper in het IJsselmeer. Gerbrands raakte door de klap even buiten bewustzijn. Nout Bergman was door een kogel van de nachtjager dodelijk getroffen. Ter hoogte van Enkhuizen maakte het toestel op het water van het IJsselmeer een noodlanding en bleef drijven. De zevenkoppige Engelse bemanning en Gerbrands kropen door het noodluik van het toestel naar buiten. Het levenloze lichaam van Bergman lieten ze in het toestel achter. In een rubber reddingsvlot brachten de mannen zich in veiligheid.

## De opdracht
Bergman en Gerbrands hadden van het BI in Londen de opdracht gekregen om een koeriers- en ontsnappingslijn over de Pyreneeën tot stand brengen. De spionageberichten die op microfotofilm waren vastgelegd dienden langs deze route op het Nederlandse consulaat in Madrid te worden afgeleverd. Nout Bergmann zou tijdens de radiocontacten met het BI gebruikmaken van de codenamen: Rudolf en Robert Johnson. Zijn schuilnaam in "het veld" was Jan Hallema.

## Aernout Bergman
Een patrouille van de Kriegsmarine vond het lijk van Bergman. In een van zijn schoenen onder een vastgelijmde zool vonden ze bij Bergman de foto van majoor Jan Marginus Somer (1899-1979), het hoofd van het BI in Londen. De foto moest dienen als identificatie bij een familielid van de vrouw van Somer, burgemeester Van Veen van Aalten. Ook Piet Gerbrands was in het bezit van een foto. De dienst van Joseph Schreieder probeerde Gerbrands op te sporen hetgeen mislukte.

## Onderscheidingen
- Het Bronzen Kruis, KB nr.8 van 30 augustus 1948 (postuum toegekend)[1].
- Het Kruis van Verdienste, KB nr.11 van 25 februari 1943[2].